# Rallyeflug
Der Rallyeflug ist eine Disziplin im Navigationsflug, bei der eine Wettbewerbscrew bestehend aus einem Piloten und einem Navigator möglichst genau eine festgelegte Route abfliegen soll. Merkmale für diese Wettbewerbsdisziplin sind dabei die Konstruktion der zu fliegenden Kurse, ein zeitlich exaktes Abfliegen der Route sowie das Suchen und Identifizieren von Bildern entlang der Route. Rallyeflug ist neben dem Präzisionsflug und dem Air Navigation Race eine von drei Disziplinen der Fédération Aéronautique Internationale (FAI) General Aviation Commission (GAC), welche in Deutschland ausgeübt werden.

## Geschichte
Den Ursprung hatte der Rallyeflug in Skandinavien. Zwischen dem Ersten und Zweiten Weltkrieg war dieser neben Jagen und Skifahren eine von drei Teildisziplinen, die zusammen als ein Wettbewerb ausgetragen wurden. In den 1940er Jahren gewann vor allem die Rallyefliegerei auch zunehmend die Aufmerksamkeit anderer Länder. Während der Deutschen Teilung wurde in der Bundesrepublik Deutschland primär Rallyeflug praktiziert, welches sich nach der Wiedervereinigung in ganz Deutschland gegen den Präzisionsflug zunehmend durchsetzte. So wurde ein Regelwerk für den Rallyeflug sowie für den Präzisionsflug entwickelt, welche jeweils als eigenständiger Wettbewerb ausgetragen wurden.
Heute steht der Rallyeflug in Deutschland unter der Sportart des Navigationsfluges und wird unter den Regeln der Bundeskommission Motorflug des Deutschen Aero Clubs (DAeC) ausgeübt. Seit 2006 gibt es hierzu ein vereinheitlichtes und zusammengefasstes Regelwerk, die Wettbewerbsordnung im Navigationsflug.

## Durchführung in Deutschland
Beim Rallyeflug können propellergetriebene Motorflugflugzeuge, dreiachsgesteuerte Ultraleichtflugzeuge sowie Reisemotorsegler verwendet werden. Die Wettbewerbsgeschwindigkeit wird von der Crew selbst ausgewählt. Diese muss mindestens 60 Knoten und ein Vielfaches von 5 Knoten betragen. Je nach ausgewählter Wettbewerbsgeschwindigkeit werden die Startzeiten der Flugzeuge festgelegt, um eine zeitliche Staffelung zu gewährleisten. Vor dem Flug erhält die Crew einen versiegelten Umschlag, in dem sich eine Karte im Maßstab 1:200.000 sowie Hinweise zur Bestimmung der Wegpunkte und Suchbilder befinden. Die Crew erhält vor Abflug eine definierte Zeit, um den Flug vorzubereiten. Die Route wird aus den gegebenen Hinweisen konstruiert. Dabei können z. B. Stifte, Kursdreiecke und Zirkel zum Einsatz kommen. Die Teilstrecken der Route sind nicht immer gerade Linien, sondern können auch Geländemerkmalen (z. B. Flüssen oder Autobahnen) folgen. Ebenfalls sind Kreisbögen möglich. Die Zuhilfenahme von elektronischen Hilfsmitteln während der Vorbereitung ist nicht gestattet. Zusätzlich werden Überflugzeiten für Wegpunkte ausgeteilt. Diese müssen mit einer Toleranz von zwei Sekunden überflogen werden. Die Überflugzeiten richten sich nach der ausgewählten Wettbewerbsgeschwindigkeit und berücksichtigen dabei den Einfluss des Windes. Die Route besteht aus 10 bis 16 Teilstrecken und ist zwischen 80 und 120 nautische Meilen lang. Die Navigation wird per terrestrischer Koppelnavigation mit Hilfe von Karten, einem Kompass oder Kurskreisel sowie einer Stoppuhr durchgeführt. Aufgezeichnet wird der Flug mit Hilfe eines GNSS-Loggers, der im Sekundentakt die Position des Flugzeugs aufzeichnet und somit den Flug auswertbar macht.
Während des Fluges sucht die Crew Bilder, z. B. von Landschaftsmerkmalen, die sich auf der Strecke sowie an den Wegpunkten befinden. Zum Abschluss wird eine Ziellandung durchgeführt, welche nach Sicht und/oder mit Hilfe einer elektronischen Messanlage ausgewertet wird. Das Zielfeld befindet sich auf der Landebahn und hat eine Länge von 3 Metern. Bewertet werden die Überflugzeiten der Wegpunkte, die Suchbilder und die Ziellandungen. Jegliche Abweichungen von den vorgegebenen Parametern werden mit Strafpunkten bewertet. Es gewinnt das Team mit den wenigsten Strafpunkten.

## Nationale Wettbewerbe
Die bekanntesten nationalen Wettbewerbe sind die Deutsche Meisterschaft sowie der Deutschlandflug. Die Deutsche Rallyeflug Meisterschaft findet im Rahmen der offenen Deutschen Meisterschaft im Navigationsflug statt. In der Wertung wird in drei Kategorien unterschieden: Newcomer, Advanced und Unlimited. Die jeweiligen Kategorien werden dabei anhand des Erfahrungsstands der Crew festgelegt. Während Newcomer das erste Mal an einem großen Wettbewerb teilnehmen, besitzen die Teilnehmenden der Advanced Kategorie bereits erste Wettbewerbserfahrungen. Crews der Unlimited Kategorie sind meist auch international sportlich aktiv oder sind vorherige Deutsche Meister. Die Deutsche Meisterschaft findet in der Regel alle zwei Jahre statt und wechselt jährlich mit dem Deutschlandflug ab. Beide Wettbewerbe folgen dabei der Wettbewerbsordnung im Navigationsflug.

## Regionale Wettbewerbe
Regional werden im Rallyeflug folgende offenen Wettbewerbe regelmäßig (meist jährlich) durchgeführt:
- Internationaler Allgäuflug[6]
- Rallye zwischen den Meeren[7]
- Niedersachsenrallye
- Flugrallye rund um Berlin[8]
- Flugrallye Mecklenburg-Vorpommern
- Hessensternflug[9]

## Internationale Wettbewerbe
Zusätzlich wurden im Rallyeflug Weltmeisterschaften sowie Europameisterschaften ausgetragen. Die Europameisterschaft wurde erstmals 1994 in Wiener Neustadt ausgetragen. Zuletzt fand diese 2013 in Dubnica Nad Váhom in der Slowakei statt, wird seitdem jedoch nicht mehr ausgetragen. Weltmeisterschaften im Rallyeflug werden seit 1976 ausgetragen und finden auch heute noch in regelmäßigen Abständen statt.

### Liste der Sieger im internationalen Rallyeflug

#### Europameisterschaft
| Jahr    | Name                                 | Austragungsort                  | Pilot/Navigator (Land) |
| 1994    | 1. Europameisterschaft im Rallyeflug | Wiener Neustadt, Österreich     | 1. Wacław Wieczorek & Krzysztof Wieczorek (Polen) 2. Janusz Darocha & Zbigniew Chrząszcz (Polen) 3. Włodzimierz Skalik & Ryszard Michalski (Polen)            |
| 1996    | 2. Europameisterschaft im Rallyeflug | Vrchlabi, Tschechische Republik | 1. Wacław Wieczorek & Krzysztof Wieczorek (Polen) 2. Janusz Darocha & Zbigniew Chrząszcz (Polen) 3. František Cihlař & Petr Touzymsky (Tschechische Republik) |
| 1998    | 3. Europameisterschaft im Rallyeflug | Krakau, Polen                   | 1. Włodzimierz Skalik & Ryszard Michalski (Polen) 2. Wacław Wieczorek & Krzysztof Wieczorek (Polen) 3. Jan Gruszecki & Jerzy Markiewicz (Polen)               |
| 2000    | 4. Europameisterschaft im Rallyeflug | Dubnica Nad Váhom, Slowakei     | 1. Joel Tremblet & Jose Bertranier (Frankreich) 2. Jerzy Markiewicz & Sławomir Własiuk (Polen) 3. Nathalie Strube & Patrick Sicard (Frankreich)               |
| 2002    | 5. Europameisterschaft im Rallyeflug | Prag, Tschechische Republik     | 1. Petr Opat & Luboš Hajek (Tschechische Republik) 2. Janusz Darocha & Zbigniew Chrząszcz (Polen) 3. Wacław Wieczorek & Dariusz Zawłocki (Polen)              |
| 2005    | 6. Europameisterschaft im Rallyeflug | Dubnica Nad Váhom, Slowakei     | 1. Wacław Wieczorek & Michal Wieczorek (Polen) 2. Janusz Darocha & Zbigniew Chrząszcz (Polen) 3. Michał Bartler & Dariusz Zawłocki (Polen)                    |
| 2009    | 7. Europameisterschaft im Rallyeflug | Castellón, Spanien              | 1. Julien Cherioux & David Le Gentil (Frankreich) 2. Wacław Wieczorek & Bolesław Radomski (Polen) 3. Janusz Darocha & Zbigniew Chrząszcz (Polen)              |
| 2011    | 8. Europameisterschaft im Rallyeflug | Dunakeszi, Ungarn               | 1. Janusz Darocha & Zbigniew Chrząszcz (Polen) 2. Jiří Filip & Michal Filip (Tschechische Republik) 3. Michal Wieczorek & Michal Osowski (Polen)              |
| 2013    | 9. Europameisterschaft im Rallyeflug | Dubnica Nad Váhom, Slowakei     | 1. Julien Cherioux & David Le Gentil (Frankreich) 2. Petr Opat & Lubosz Havlik (Tschechische Republik) 3. Michal Wieczorek & Marcin Wieczorek (Polen)         |
| Quelle: |                                      |                                 | |

#### Weltmeisterschaft
| Jahr    | Name                                | Austragungsort                      | Pilot/Navigator (Land) |
| 1976    | 1. Weltmeisterschaft im Rallyeflug  | Grenchen, Schweiz                   | 1. R. Le Roux & O. Le Roux (Frankreich) 2. Conzelmann & Klink (Bundesrepublik Deutschland (BRD)) 3. Dittes & Retting (Bundesrepublik Deutschland (BRD))                                   |
| 1978    | 2. Weltmeisterschaft im Rallyeflug  | Coventry, Vereinigtes Königreich    | 1. Roland Husemann & Sturmi Westerbarkey (Bundesrepublik Deutschland (BRD)) 2. Witold Swiadek & Andrzej Korzeniowski (Polen) 3. L. Brost & A. Böttiger (Bundesrepublik Deutschland (BRD)) |
| 1980    | 3. Weltmeisterschaft im Rallyeflug  | Aschaffenburg, Deutschland          | 1. Witold Swiadek & Andrzej Korzeniowski (Polen) 2. Otto Höfling & Michael Amtmann (Deutschland) 3. Alfred Luckerbauer & O. Meszaros (Österreich)                                         |
| 1984    | 4. Weltmeisterschaft im Rallyeflug  | Parma, Italien                      | 1. Luigi Ferri & – (Italien) 2. Witold Swiadek & Andrzej Korzeniowski (Polen) 3. David Wooldridge & – (Vereinigtes Königreich)                                                            |
| 1986    | 5. Weltmeisterschaft im Rallyeflug  | Castellón, Spanien                  | 1. Lenartowicz Krzysztof & Janusz Darocha (Polen) 2. Carlos Aguado Eugui & Jose Anizonda (Spanien) 3. Waclaw Nycz & Mariaan Wiezorek (Polen)                                              |
| 1988    | 6. Weltmeisterschaft im Rallyeflug  | Northampton, Vereinigtes Königreich | 1. Włodzimierz Skalik & Ryszard Michalski (Polen) 2. Wacław Nycz & Marian Wieczorek (Polen) 3. Mike Pepper & Chris Barnes (Vereinigtes Königreich)                                        |
| 1991    | 7. Weltmeisterschaft im Rallyeflug  | Stellenbosch, Südafrika             | 1. Janusz Darocha & Zbigniew Chrzaszcz (Polen) 2. Włodzimierz Skalik & Ryszard Michalski (Polen) 3. Wacław Wieczorek & Krzysztof Wieczorek (Polen)                                        |
| 1993    | 8. Weltmeisterschaft im Rallyeflug  | Chillán, Chile                      | 1. Janusz Darocha & Zbigniew Chrzaszcz (Polen) 2. Włodzimierz Skalik & Ryszard Michalski (Polen) 3. František Cilhár & Peter Touzimský (Tschechische Republik)                            |
| 1995    | 9. Weltmeisterschaft im Rallyeflug  | Herning, Dänemark                   | 1. Włodzimierz Skalik & Ryszard Michalski (Polen) 2. Janusz Darocha & Zbigniew Chrzaszcz (Polen) 3. Wacław Wieczorek & Dariusz Zawlocki (Polen)                                           |
| 1997    | 10. Weltmeisterschaft im Rallyeflug | Antalya, Türkei                     | 1. Wacław Wieczorek & Krzysztof Wieczorek (Polen) 2. Janusz Darocha & Zbigniew Chrzaszcz (Polen) 3. Włodzimierz Skalik & Ryszard Michalski (Polen)                                        |
| 1999    | 11. Weltmeisterschaft im Rallyeflug | Ravenna, Italien                    | 1. Wacław Wieczorek & Krzysztof Wieczorek (Polen) 2. Janusz Darocha & Zbigniew Chrzaszcz (Polen) 3. Nigel Hopkins & Dale de Klerk (Südafrika)                                             |
| 2001    | 12. Weltmeisterschaft im Rallyeflug | Cordoba, Spanien                    | 1. Janusz Darocha & Zbigniew Chrzaszcz (Polen) 2. Wacław Wieczorek & Krzysztof Wieczorek (Polen) 3. Joel Tremblet & Jose Bertanier (Frankreich)                                           |
| 2003    | 13. Weltmeisterschaft im Rallyeflug | Pilanesburg, Südafrika              | 1. Nigel Hopkins & Dale de Klerk (Südafrika) 2. Janusz Darocha & Zbigniew Chrzaszcz (Polen) 3. Nathalie Strube & Patrick Sicard (Frankreich)                                              |
| 2004    | 14. Weltmeisterschaft im Rallyeflug | Herning, Dänemark                   | 1. Jiří Filip & Michal Filip (Tschechische Republik) 2. František Cihlar & Miloš Fiala (Tschechische Republik) 3. Krzysztof Wieczorek & Krzysztof Skretowicz (Polen)                      |
| 2006    | 15. Weltmeisterschaft im Rallyeflug | Troyes, Frankreich                  | 1. Waclaw Wieczorek & Michal Wieczorek (Polen) 2. Jiri Filip & Michal Filip (Tschechische Republik) 3. Petr Opat & Tomas Rajdl (Tschechische Republik)                                    |
| 2008    | 16. Weltmeisterschaft im Rallyeflug | Ried, Österreich                    | 1. Janusz Darocha & Zbigniew Chrzaszcz (Polen) 2. Julien Cherioux & David Le Gentil (Frankreich) 3. Krzysztof Wieczorek & Krzysztof Skretowicz (Polen)                                    |
| 2010    | 17. Weltmeisterschaft im Rallyeflug | Dubnica Nad Váhom, Slowakei         | 1. Janusz Darocha & Zbigniew Chrząszcz (Polen) 2. Michał Wieczorek & Michał Osowski (Polen) 3. Krzysztof Wieczorek & Krzysztof Skrętowicz                                                 |
| 2012    | 18. Weltmeisterschaft im Rallyeflug | Castellon de la Plana, Spanien      | 1. Julien Cherioux & David Le Gentil (Frankreich) 2. Boleslaw Radomski & Dariusz Lechowski (Polen) 3. Michal Wieczorek & Michal Osowski (Polen)                                           |
| 2014    | 19. Weltmeisterschaft im Rallyeflug | Toruń, Polen                        | 1. Julien Cherioux & David Le Gentil (Frankreich) 2. Boleslaw Radomski & Dariusz Lechowski (Polen) 3. Michal Wieczorek & Marcin Wieczorek (Polen)                                         |
| 2016    | 20. Weltmeisterschaft im Rallyeflug | Santa Cruz, Portugal                | 1. Julien Cherioux & David Le Gentil (Frankreich) 2. Michal Wieczorek & Marcin Wieczorek (Polen) 3. Olivier Riviere & J. Jireau (Frankreich)                                              |
| 2018    | 21. Weltmeisterschaft im Rallyeflug | Dubnica Nad Váhom, Slowakei         | 1. Petr Jonáš & Marek Velat (Tschechische Republik) 2. Krzysztof Wieczorek & Kamil Wieczorek (Polen) 3. Michal Wieczorek & Marcin Wieczorek (Polen)                                       |
| 2022    | 22. Weltmeisterschaft im Rallyeflug | Brits, Südafrika                    | 1. Krzysztof Wieczorek & Kamil Wieczorek (Polen) 2. Michal Wieczorek & Marcin Kwiatosz (Polen) 3. Nigel Hopkins & Mary de Klerk (Südafrika)                                               |
| 2023    | 23. Weltmeisterschaft im Rallyeflug | Mâcon-Charnay Airfield, Frankreich  | 1. Petr Jonáš & Marek Velát (Tschechische Republik) 2. Olivier Riviere & Jerome Jireau (Frankreich) 3. Alexis Fuchs & Jean-Baptiste Trouche (Frankreich)                                  |
| Quelle: |                                     |                                     | |